# Església de São Nicolau de Canaveses
L'Església de Sâo Nicolau de Canaveses és una església romànica situada a Sâo Nicolau, al municipi de Marco de Canaveses, a Portugal. La fundació data del segle xiii. A la primeria del segle xvi, l'interior va ser enriquit amb diverses pintures murals, entre les quals destaca la figura de Nicolau de Mira. Durant el barroc, l'interior va sofrir alteracions profundes i s'hi col·locaren retaules que ocultaven els frescos. Es troba al marge esquerre del Tâmega, oposada a l'església de Santa Maria de Sobretâmega, amb la qual fa un conjunt classificat el 1971 com a Immoble d'Interés públic. Actualment forma part de la Ruta del romànic.